# Liste der Kulturdenkmäler in Clausen
In der Liste der Kulturdenkmäler in Clausen sind alle Kulturdenkmäler der rheinland-pfälzischen Ortsgemeinde Clausen aufgeführt. Grundlage ist die Denkmalliste des Landes Rheinland-Pfalz (Stand: 31. August 2023).

## Einzeldenkmäler
| Bezeichnung                           | Lage                                                     | Baujahr                            | Beschreibung                                                                                | Bild                           |
| ------------------------------------- | -------------------------------------------------------- | ---------------------------------- | ------------------------------------------------------------------------------------------- | ------------------------------ |
| Friedhofskreuz                        | Friedhofstraße, auf dem Friedhof Lage                    | 1873                               | Friedhofskreuz, Sandstein, bezeichnet 1873                                                  | weitere Bilder Fotos hochladen |
| Schulhaus                             | Friedhofstraße 6 Lage                                    | um 1910/20                         | stattlicher kubischer Walmdachbau, noch etwas historisierende Reformarchitektur, um 1910/20 | weitere Bilder Fotos hochladen |
| Katholische Pfarrkirche St. Bernardus | Hauptstraße 65 Lage                                      | 1900–03                            | neuspätgotische Bruchsteinhalle, 1900–03, Architekt Ludwig Becker, Mainz                    | weitere Bilder Fotos hochladen |
| Wohnhaus                              | Hauptstraße 67 Lage                                      | zweite Hälfte des 18. Jahrhunderts | Fachwerkbau, teilweise verkleidet, Krüppelwalmdach, zweite Hälfte des 18. Jahrhunderts      | weitere Bilder Fotos hochladen |
| Wegekreuz                             | Hauptstraße, bei Nr. 77 Lage                             | Ende des 19. Jahrhunderts          | Wegekreuz, Ende des 19. Jahrhunderts                                                        | weitere Bilder Fotos hochladen |
| Wohnhaus                              | Marhöferstraße 14 Lage                                   | 1773                               | Fachwerkhaus, teilweise massiv, bezeichnet 1773                                             | Fotos hochladen                |
| Wegekapelle Heilig Kreuz mit Kreuzweg | östlich des Ortes beim Wasserturm auf dem Enzenbühl Lage | ab 1843                            | Kapelle: Bruchsteinbau, 1933/34; Kreuzweg: Stationsbilder, 1843                             | weitere Bilder Fotos hochladen |